# Olbia (Líbia)
Olbia o Theodorias era una ciutat romana entre Al Marj i Beida a l'àrea de Cirenaica de la Líbia actual. Olbia és ara sobretot un jaciment arqueològic. El nom modern de la ubicació és Qasr Líbia, després del castell del període islàmic (qasr) situat a l'indret i Líbia, com una corrupció de l'antic nom Olbia.

## Història
Després de la destrucció per part dels vàndals i les incursions dels nòmades laguatans (Lwatae), es va refundar el 539 com a Polis Nea Theodorias per l'emperadriu consort Teodora.
Tot el que queda de la ciutat són dues esglésies romanes d'Orient. Una és dins el qasr, que ara alberga el Museu de Qasr Líbia. L'altra església, la va excavar Richard Goodchild a mitjan dècada dels 1950. Només en queda el pla del pis, i cinquanta bells panells de mosaic que representen el món conegut i la refundació i ornament de la ciutat per Teodora es mostren al museu. En un d'aquests, dos mosaics revelen els noms dels bisbes Macari i Teodor, aquest darrer qualificat com un "nou bisbe", segurament successor de Macari.

## Bisbat
Es coneixen cinc bisbes d'aquesta antiga diòcesi. Els dos primers s'esmenten en la carta escrita per Sinesi de Cirene a Teòfil d'Alexandria el 412, en la qual l'autor comunica a l'arquebisbe d'Alexandria que després d'una llarga vida va morir "el millor Pare Atamas", a qui els fidels d'Olbia van triar per unanimitat com a successor d'Antoni.
Per la seua banda, el bisbe Publi participà en el Concili d'Efes del 431.